# 密序苣苔
密序苣苔（学名：Hemiboeopsis longisepala）为苦苣苔科密序苣苔属下的一个种。